# Christina Aguilera
Christina María Aguilera (n. 18 decembrie 1980, New York City, New York, SUA) este o cântăreață, actriță și compozitoare de muzică pop americană, câștigătoare a mai multor premii Grammy. În copilărie Aguilera a participat la diverse emisiuni televizate precum Star Search sau The Mickey Mouse Club, iar cariera sa muzicală avea să înceapă în anul 1998, după înregistrarea cântecului „Reflection”, care a fost inclus pe coloana sonoră a peliculei de animație Mulan (1998).
Albumul de debut al interpretei, numit Christina Aguilera (1999) și lansat sub egida RCA Records, s-a bucurat de succes comercial și trei dintre piesele incluse pe el — „Genie in a Bottle”, „What a Girl Wants” și „Come on Over” — au ocupat prima poziție în prestigiosul clasament Billboard Hot 100. Ulterior Aguilera avea să devină cunoscută pe plan internațional mulțumită lansării unui album latino Mi Reflejo (2000) și a unui disc de Crăciun numit My Kind of Christmas (2000). Deși materialele sale discografice aveau succes cântăreața era nemulțumită de imaginea și muzica sa, iar la finele anului 2001 aceasta avea să-și încheie contractul cu impresarul Steve Kurtz; la scurt timp Aguilera a lansat cel de-al patrulea album de studio al său, numit Stripped (2002), prin intermediul căruia a promovat o imagine provocatoare. Cel de-al doilea disc single al materialului, balada „Beautiful”, a fost un succes comercial și a sporit vânzările albumului de proveniență. În 2006 Aguilera revine cu Back to Basics, un disc de muzică soul, jazz și blues care primește recenzii favorabile. Patru ani mai târziu interpreta lansează cel de-al șaselea album de studio din cariera sa; intitulat Bionic (2010), materialul conține elemente din muzica R&B, electropop și synthpop și nu s-a bucurat de succesul scontat. În anul 2012 a urmat albumul Lotus, cu linii melodice predominant electropop. În 2018 a lansat albumul Liberation.
Interpreta este recunoscută pentru vocea sa puternică și amplă, caracteristică sopranelor spinto (vedeți aici). Cântăreață câștigătoare a multiple distincții și merite (vedeți aici), Aguilera debutează ca actriță în pelicula Burlesque: Vis împlinit (2010) și participă în juriul emisiunii The Voice (2011). De asemenea, Christina Aguilera este recunoscută pentru acțiunile sale caritabile, ea implicându-se în sponsorizarea și susținerea a diverse organizații caritabile care luptă împotriva SIDA, cancerului și pentru drepturile femeilor, animalelor, copiilor și homosexualilor. Mai mult, Aguilera este creatoarea unei colecții de parfumuri de succes, iar albumele sale au fost comercializate în aproape cincizeci de milioane de exemplare pe plan mondial. Aceste vânzări, per ansamblu, o plasează pe artistă în ierarhia celor mai de succes muzicieni din toate timpurile.

## Biografie

### Anii copilăriei și începutul carierei (1980 — 1998)
Cristina Maria Aguilera s-a născut la data de 18 decembrie 1980 în Staten Island, o suburbie a orașului New York, și este primul copil al cuplului format din Fausto Wagner Xavier Aguilera (un emigrant de origine ecuadoriană angajat al forțelor armate din SUA) și Shelly Loraine (o profesoară de limba spaniolă cu ascendenți europeni). Din cauza slujbei tatălui său, familia Aguilera se mută de mai multe ori în timpul copilăriei Christinei — de la New Jersey sau Texas până în Japonia — iar aceasta și sora sa mai mică Rachel nu au putut urma cursurile unei școli publice, iar de educația lor s-au ocupat părinții acasă. Aguilera a avut o copilărie dificilă din cauza deselor abuzuri fizice și psihologice ale tatălui său, încheiate odată cu pronunțarea divorțului părinților săi în 1989. Ulterior Shelly Loraine avea să-și crească ambele fete în casa părintească din Pittsburgh cu ajutorul mamei sale Delci Fidler. Conform propriilor declarații, Christina a început să cânte încă de la o vârstă fragedă, muzica fiind singurul refugiu în fața abuzurilor tatălui său. Fiind susținută îndeaproape de mama sa care cânta la vioară și pian, Christina a fost puternic influențată de muzica soul și blues mulțumită bunicii sale, cântărețele sale preferate fiind Billie Holiday, Ella Fitzgerald, Etta James și Nina Simone.
Până la vârsta de zece ani Christina Aguilera se făcuse remarcată în Pittsburgh prin participarea la diverse competiții muzicale, punctul culminant fiind înscrierea la emisiunea-concurs Star Search în martie 1990, la finele căreia avea să ocupe locul secund. În următoarele două stagiuni tânăra interpretă avea să cânte imnul național al SUA în deschiderea principalelor meciurilor de baschet sau hochei ale echipelor locale. Aparițiile televizate ale tinerei cântărețe au stârnit interesul presei care o numea „micuța fată cu voce mare”, însă colegii săi de la școală o batjocoreau adesea. După o serie de incidente care au culminat cu tăierea cauciucurilor automobilului familiei Aguilera, mama sa a fost nevoită să o retragă pe Christina din învățământul public, iar educația sa liceală avea să fie finalizată prin cursuri acasă.
Începând cu anul 1993 Christina Aguilera a făcut parte din distribuția emisiunii televizate The Mickey Mouse Club, unde i-a avut ca și colegi de platou pe viitoarele staruri ale muzicii pop Britney Spears și Justin Timberlake; programul a fost încheiat pe parcursul anului 1994. Ajunsă la vârsta de paisprezece ani Christina înregistrează primul său cântec, intitulat „All I Wanna Do”, un duet realizat împreună cu interpretul japonez Keizo Nakanishi. După o perioadă de pauză Aguilera este aleasă în anul 1997 să reprezinte Statele Unite în cadrul festivalului internațional „Cerbul de Aur” din România, însă nu câștigă niciun premiu. Dorindu-și să se afirme în industria muzicală, tânăra interpretă înregistrează o preluare după unul dintre șlagărele semnate de Whitney Houston și îl trimite companiei Disney știind că aceasta caută o cântăreață care să imprime cântecul „Reflection”, inclus pe coloana sonoră a peliculei de animație Mulan (1998). De îndată ce discul demonstrativ a ajuns la producătorul Ron Fair, acesta i-a oferit tinerei interprete un contract de management cu casa de discuri RCA Records. În același timp Christinei i se permite să înregistreze piesa „Reflection”, iar în 1999 compoziția primește o nominalizare la premiile Globul de Aur la categoria „Cea mai bună melodie originală”.

### Debutul. Primele materiale discografice (1999 — 2001)

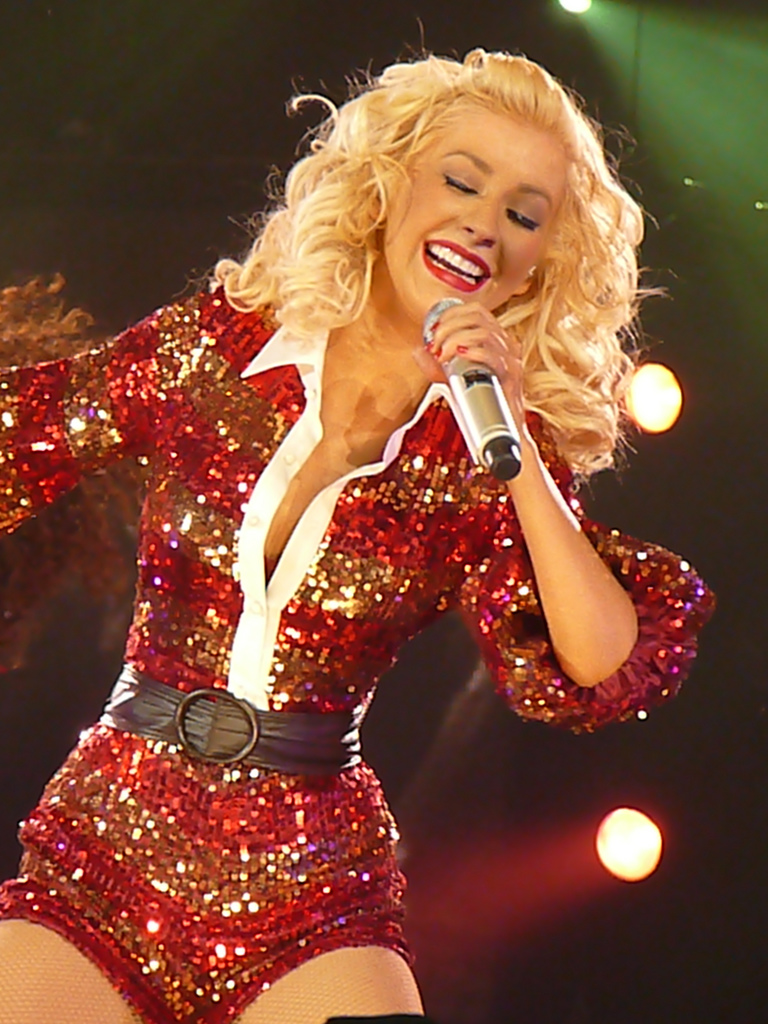
Christina Aguilera interpretând piesa „What a Girl Wants” în timpul turneului Back to Basics (2006).

Aflându-se sub stricta reprezentare a impresarului Steve Kurtz, cântăreața lansează primul său album de studio numit Christina Aguilera în vara anului 1999. Discul a cucerit clasamentele de specialitate din țările anglofone, a fost comercializat în peste șaisprezece milioane de exemplare pe plan internațional și a fost inclus de către revista Billboard în ierarhia celor mai bune 100 albume ale anilor 2000. De asemenea, criticii i-au oferit materialului recenzii favorabile spunând că „Aguilera nu are numai carismă, ea chiar poate cânta și are abilitatea de a da credibilitate pieselor sale”. Totuși, au existat și reacții negative – editorii Rolling Stone s-au declarat impresionați de abilitățile vocale ale interpretei, însă au criticat dur versurile și stilul muzical abordat. Piese ritmate precum „Genie in A Bottle”, „What a Girl Wants” sau „Come on Over” au fost extrase pe disc single și au câștigat prima poziție în celebrul top Billboard Hot 100, iar balada „I Turn to You” a fost promovată pentru a demonstra diversitatea stilistică a albumului de proveniență. La începutul anului 2000 Aguilera avea să primească premiul Grammy la categoria „Cel mai bun artist debutant”, printre ceilalți nominalizați numărându-se Britney Spears și Macy Gray.
Pentru a se impune în industria globală Aguilera colaborează cu producătorul Rudy Pérez în vederea înregistrării unui album în limba spaniolă; purtând numele Mi Reflejo, discul conține atât versiuni latino ale celor mai cunoscute piese incluse pe materialul său de debut cât și compoziții noi. Fiind lansat în septembrie 2000 prin intermediul casei de discuri RCA Latino, materialul obține poziții înalte în clasamentele hispanice, primește șase discuri de platină în SUA și este comercializat în peste cinci milioane de exemplare pe plan internațional. Deși primește recenzii mixte, criticii spunând că „este plăcut auzului însă în principiu este aceeași muzică îmbrăcată altfel”, LP-ul Mi Reflejo câștigă trofeul pentru „Cel mai bun album” în cadrul premiilor Latin Grammy. La finele stagiunii 2000 Christina Aguilera era numită „Cântăreața anului” de către revista Billboard; concomitent începea comercializarea unui album de colinde numit My Kind of Christmas — conform departamentului promoțional al RCA, discul a fost vândut în peste șase milioane de exemplare.
Primul turneu global al Christinei Aguilera, numit In Concert, s-a desfășurat pe parcursul stagiunii 2000-2001 și a fost format dintr-o serie de peste șaizeci de concerte susținute atât în America de Nord cât și în Japonia. Pe parcursul acestei serii de recitaluri interpreta a înregistrat unul dintre primele sale DVD-uri, numit My Reflection. Pe parcursul anului 2001 interpreta colaborează cu cântărețul portorican Ricky Martin în vederea înregistrării unui duet numit „Nobody Wants to Be Lonely”; fiind inclus pe cel de-al șaselea album al acestuia – Sound Loaded – cântecul a obținut poziții înalte în clasamentele internaționale. Tot în 2001 Christina imprimă alături de P!nk, Lil' Kim și Mýa o preluare o șlagărului „Lady Marmalade” care avea să fie inclusă pe coloana sonoră a filmului Moulin Rouge!. Piesa a dominat clasamentele din Oceania și Europa, însă succesul răsunător avea să vină din SUA, unde „Lady Marmalade” obține la scurt timp după lansare prima poziție în ierarhia Billboard Hot 100 bazându-se exclusiv pe difuzările de la posturile radio. De asemenea, cooperarea dintre cele patru interprete a fost premiată cu un trofeu Grammy la categoria „Cea mai bună colaborare pop”.
Pe parcursul anului 2001 casa de înregistrări Warlock Records a început comercializarea unui album numit Just Be Free pe care erau incluse piese demonstrative înregistrate de către Aguilera în adolescență. Deși cântăreața a încercat să oprească comercializarea materialului, acesta a fost vândut în peste 128.000 de exemplare în SUA. La finele aceluiași an interpreta avea să ceară anularea contractului de management pe care-l avea cu impresarul Steve Kurtz, acuzându-l de fraudă. Odată cu încheierea acestei colaborări Aguilera ajungea la o înțelegere cu Irving Azoff în vederea promovării sale.

### Era «Stripped» și perioada de tranziție (2002 — 2005)

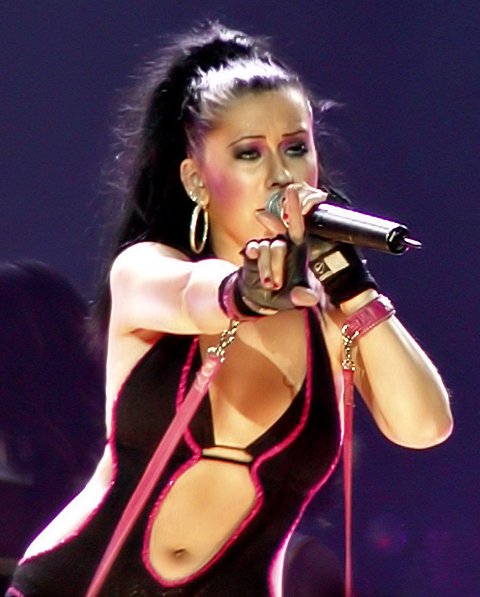
Christina Aguilera în concert. (iulie 2003)

Odată cu lansarea celui de-al patrulea album de studio Christina Aguilera își dorea ca muzica sa să aibă mai multă profunzime; din această cauză ea avea să se implice în mod direct în scrierea și compunerea pieselor, fiind ajutată de Scott Storch, Linda Perry și Alicia Keys. Purtând numele Stripped, discul conține influențe puternice din muzica RnB, soul, pop-rock și hip-hop, iar versurile adesea provocatoare abordează teme precum sexualitatea, eșecul amoros sau împuternicirea femeii. Odată cu începerea comercializării materialului la nivel internațional în octombrie 2002, Stripped primește recenzii mixte din partea criticilor care au remarcat evoluția vocală a cântăreței, însă au criticat dur direcția sa stilistică — „discul este dezorganizat: conține hip-hop, conține rock, ba este ghetou, ba este Disney”. În ciuda reacțiilor negative albumul se dovedește a fi un succes comercial pe plan internațional, fiind vândut în peste treisprezece milioane de exemplare. De asemenea, pe parcursul „erei Stripped” Aguilera a adoptat o imagine provocatoare, și-a făcut câteva tatuaje și piercing-uri, s-a promovat folosind numele de scenă Xtina și a pozat nud sau sumar pentru reviste de mare tiraj precum Rolling Stone. Noua înfățișare promovată de Aguilera a fost respinsă de public, deoarece „începea să-i umbrească muzica”. Entertainment Weekly a numit-o „cea mai vulgară femeie-reptilă a lumii”, iar The Village Voice a comparat-o cu un personaj din filmul Alien. Multe dintre cântărețe nu au fost de acord cu această imagine a Christinei, cum ar fi Shakira și Jessica Simpson, care au considerat că reprezintă „un pas prea înainte”. De asemenea, lansarea videoclipului filmat pentru piesa „Dirrty” a stârnit controverse în SUA, criticii spunând despre interpretă că „arată ca o târfă ce trebuie dusă biserică”. Compoziția a avut de suferit în urma acestor recenzii negative, ocupând doar poziția cu numărul 48 în Billboard Hot 100; totuși, Dirrty a devenit hit în Europa și a fost nominalizat la premiile Grammy, categoria „Cea mai bună colaborare pop”.

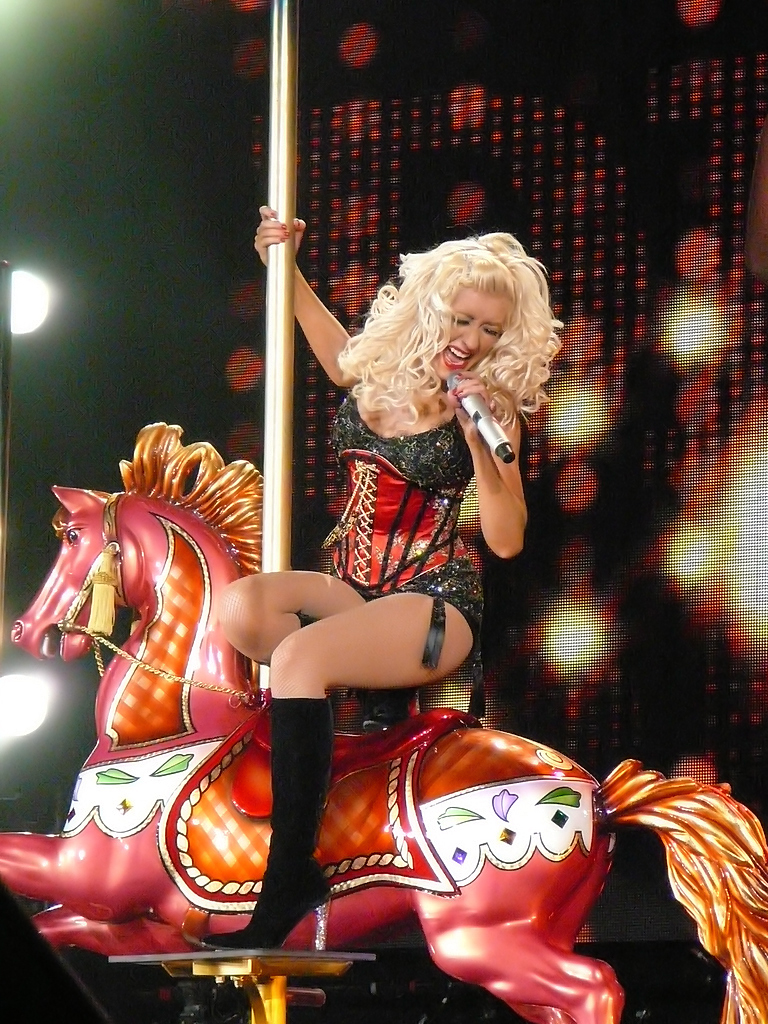
Christina Aguilera interpretând piesa „Dirrty” în cadrul turneului Back to Basics

Compania RCA Records avea să repornească promovarea albumului Stripped prin extragerea pe disc single a baladei „Beautiful”. Piesa s-a bucurat de reacții pozitive din partea recenzorilor și a publicului, iar succesul său i-a adus Aguilerei trofeul Grammy pentru „Cea mai bună cântăreață de muzică pop”. Ulterior cântece precum „Fighter”, „Can't Hold Us Down” sau „The Voice Within” erau promovate la nivel global și aveau să sporească vânzările albumului de proveniență. Pe parcursul anului 2003 Aguilera scria o piesă pentru Kelly Clarkson numită „Miss Independent” și susținea concerte în America de Nord împreună cu Justin Timberlake. În același an Xtina a găzduit premiile MTV EMA, a sărutat-o pe Madonna în cadrul MTV VMA și era numită „Cea mai sexy celebritate” de către revista Maxim. Interpreta încheia stagiunea 2003 printr-un turneu internațional numit Stripped World Tour, care era format din 48 de concerte susținute în Europa, Australia și America de Nord. Unul dintre recitalurile Aguilerei din Regatul Unit a fost înregistrat și lansat în format DVD sub numele Stripped Live in the U.K. în toamna anului 2004.
După încheierea campaniei de promovare a albumului Stripped Aguilera și-a schimbat din nou înfățișarea, de această dată abordând o imagine conservatoare. Odată cu vopsirea părului în blond cireșiu presa avea să catalogheze transformarea drept „o trecere de la golănie la bun gust”. Pe parcursul anului 2004 cântăreața și-a asociat numele cu marca germană de automobile Mercedes-Benz pentru care a înregistrat un cântec numit „Hello” și a susținut o campanie de promovare. Concomitent Xtina își schimba din nou culoarea podoabei capilare, de această dată adoptând un blond auriu — odată cu pas Aguilera avea să fie inclusă (alături de Gwen Stefani sau Dita Von Teese) în categoria celebrităților care au readus în atenție stilul hollywoodian al anilor 1930. În stagiunea 2004-2005 Aguilera a înregistrat o serie de duete; primul dintre acesta este imprimat în compania lui Missy Elliott, poartă numele „Car Wash” și a fost inclus pe coloana sonoră a filmului Povestea unui rechin. Au urmat „Tilt Ya Head Back” (împreună cu Nelly), „A Song for You” (colaborare cu pianistul Herbie Hancock nominalizată la premiile Grammy) și „Somos Novios” (un duet cu Andrea Bocelli). Christina Aguilera încheie anul 2005 prin căsătoria cu producătorul Jordan Bratman, cu care avea o relație amoroasă încă din 2002.

### Evoluția muzicală (2006 — 2009)

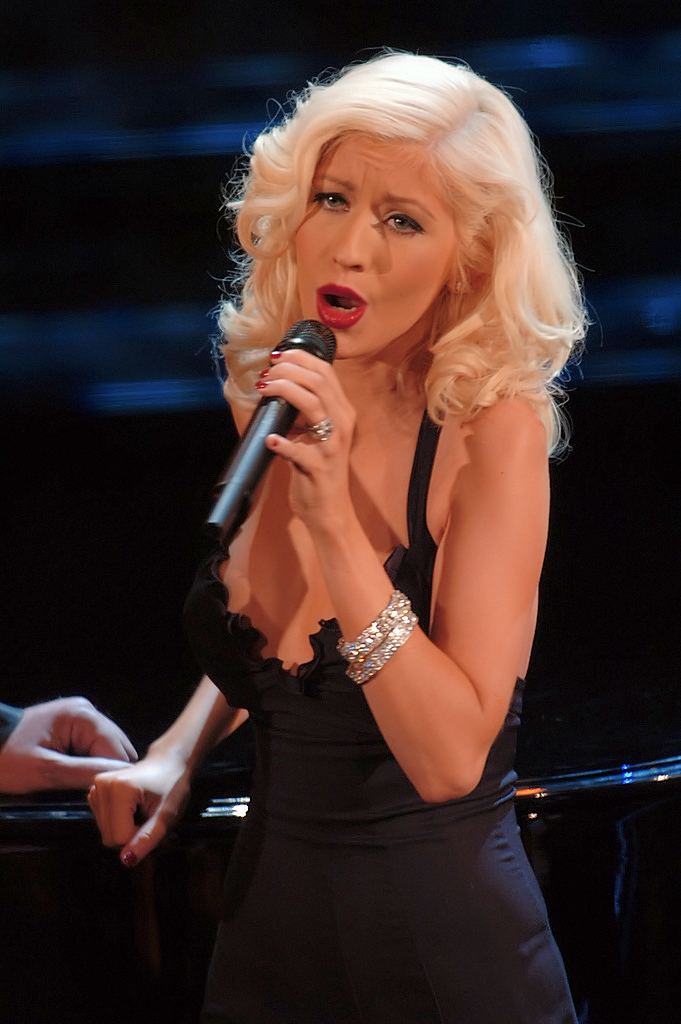
Christina Aguilera în concert.
(San Remo, 2006)

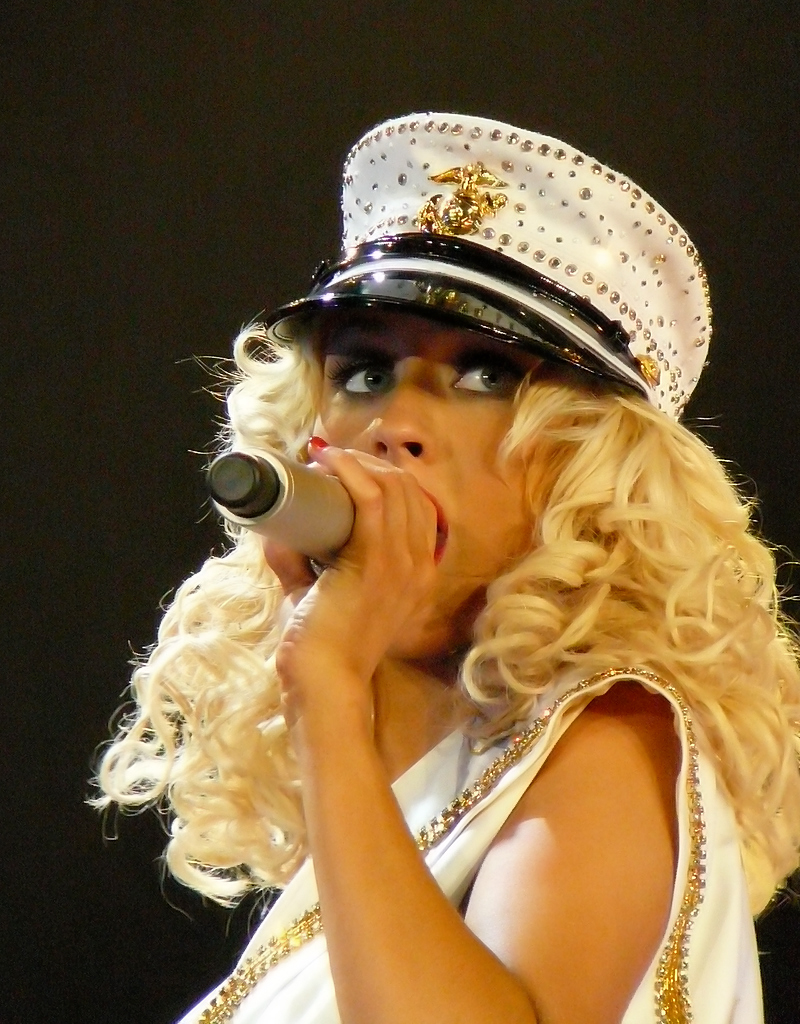
Christina Aguilera interpretând piesa „Candyman” în 2006

Christina Aguilera a început să scrie cântece pentru un nou album de studio încă din anul 2005, odată cu încheierea campaniei de promovare a discului Stripped. Conform declarațiilor cântăreței, ea își dorea ca viitorul său material să reflecte evoluția sa muzicală și totodată o îndepărtare de stilul abordat în trecut. Fiind puternic influențat de muzica anilor '20–'40, jazz și de cabaret, albumul Back to Basics a fost lansat la nivel global în august 2006. Deși CD-ul s-a bucurat de reacții pozitive din partea criticilor, unii dintre aceștia numindu-l „un pas firesc în cariera Aguilerei”, câțiva recenzori s-au declarat nemulțumiți de lungimea sa (albumul este dublu și conține 22 de piese). Promovarea materialului s-a făcut prin extragerea pe disc single a cântecelor ritmate „Ain't No Other Man”, „Candyman” și a baladelor „Hurt” și „Oh Mother”, patru compoziții ce au obținut succes în clasamentele de specialitate. Succesul albumului Back to Basics la nivel mondial a fost notabil, CD-ul primind mai multe discuri de platină în regiunile anglofone (aceste distincții semnalau vânzări de peste 4.5 milioane de exemplare).
La finele anului 2006 Aguilera înregistrează alături de rapper-ul american Sean Combs un duet RnB numit „Tell Me”; cântecul devine hit în Europa la scurt timp de la lansare, însă în SUA nu se bucura de succesul scontat. În aceeași perioadă cântăreața inițiază turneul Back to Basics Tour, format dintr-o serie de optzeci și două de concerte susținute pe patru continente, declarat cel mai de succes turneu american în anul 2007. De asemenea, pe parcursul acestei serii de recitaluri a fost înregistrat și un DVD numit Back to Basics: Live and Down Under care s-a bucurat de succes comercial. În februarie 2007 Aguilera câștigă un nou premiu Grammy, la categoria „Cea mai bună interpretare pop” pentru „Ain't No Other Man”; în cadrul aceleiași ceremonii interpreta îi aduce un omagiu renumitului cantautor James Brown, iar prestația sa este îndelung aplaudată de către critici. Un an mai târziu interpreta avea să primească o nominalizare Grammy pentru „Steppin' Out with My Baby”, un duet cu Tony Bennett. La data de 12 ianuarie 2008 Christina Aguilera dă naștere primului său copil, Max Liron Bratman , în Los Angeles, California.

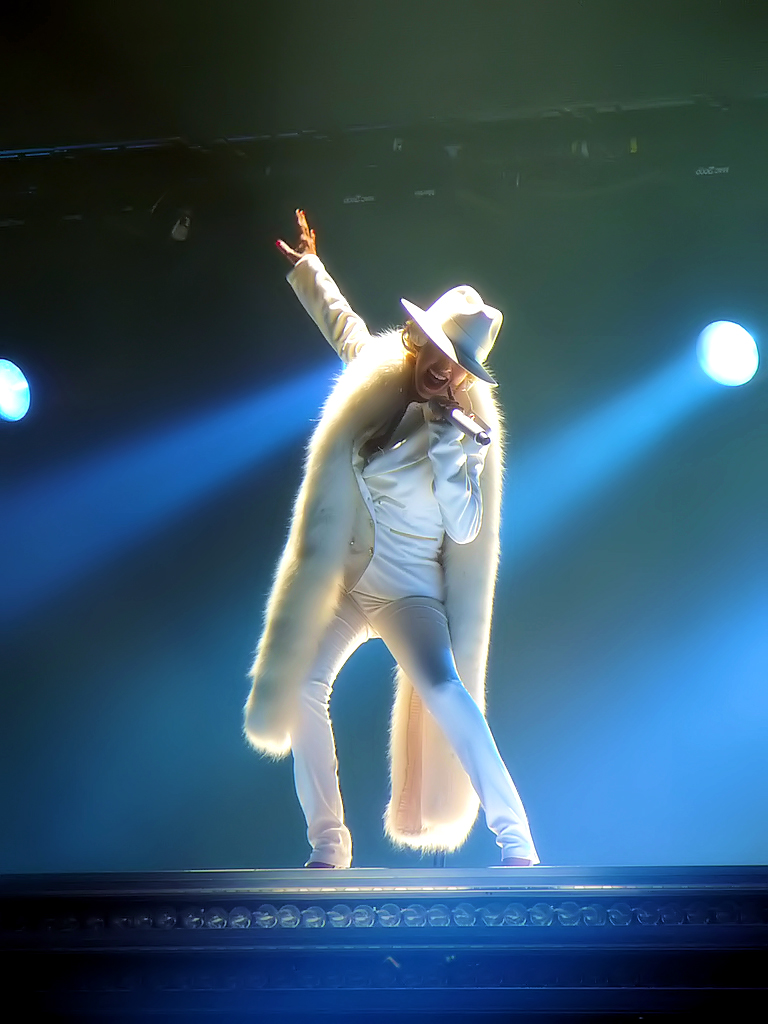
Christina Aguilera interpretând piesa „Ain't No Other Man”

La începutul lui 2008 Aguilera a cântat în duet cu formația britanică The Rolling Stones șlagărul „Live With Me”. Piesa a fost inclusă pe coloana sonoră a filmului-documentar Shine a Light. În luna noiembrie a aceluiași an, pentru a celebra zece ani de parteneriat, casa de discuri a interpretei – RCA Records – a început comercializarea unui album de compilație. Acest material discografic, intitulat Keeps Gettin' Better: A Decade of Hits, conține doisprezece dintre hiturile cântăreței, începând cu prima piesă lansată, „Genie in A Bottle”. Pentru a promova materialul, casa de înregistrări a lansat un disc single – intitulat „Keeps Gettin' Better” – care a câștigat popularitate în clasamentele de specialitate, sporind vânzările albumului de proveniență. Compilația Keeps Gettin' Better: A Decade of Hits a primit recenzii favorabile din partea criticilor, care au aclamat „metamorfoza interpretei”. Într-un clasament realizat de revista Billboard ce îi ierarhizează pe cei mai prolifici interpreți ai anilor 2000, Aguilera se află pe poziția cu numărul douăzeci, iar albumul său de debut se află pe treapta cu numărul 23 în topul celor mai de succes albume din ultimul deceniu.

### «Bionic», «Burlesque» și «The Voice» (2010 — 2011)

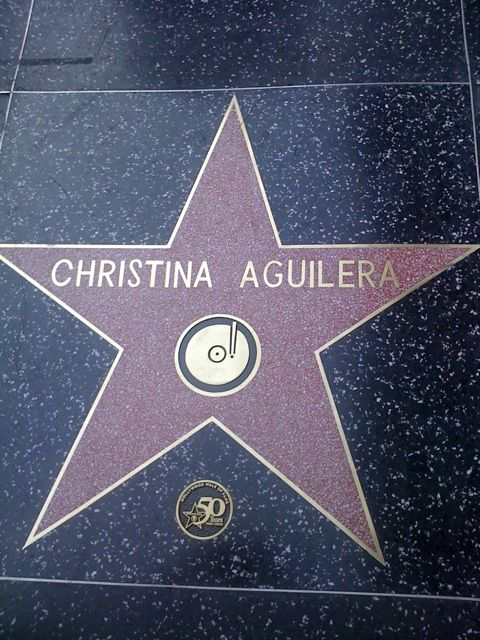
Steaua Christinei Aguilera de pe „bulevardul celebrităților”, Hollywood Walk of Fame, primită în noiembrie 2010.

Încă din prima parte a anului 2007, în timp ce promova albumul Back to Basics, Aguilera a declarat că viitorul său material discografic va fi „scurt, dulce și foarte diferit”. Printre producătorii acestui LP se numără cântăreața britanică M.I.A., interpreta Santigold, formația Goldfrapp și Linda Perry (fostă componentă a grupului de muzică rock 4 Non Blondes). Într-un interviu acordat tabloidului New York Post Perry menționa că – prin intermediul noului album – „Aguilera încearcă să iasă din zona sa de confort și adoptă un stil electronic”. Discul, intitulat Bionic, a fost lansat la data de 4 iunie 2010, conținutul său având un stil „futuristic”. Pentru a promova noul album, Christina Aguilera a lansat un disc single în avans, pe parcursul lunii aprilie 2010. Cântecul, intitulat „Not Myself Tonight”, s-a bucurat de succes mediu în clasamentele de specialitate din Europa, iar videoclipul adiacent i-a adus comparații interpretei cu artistele contemporane Lady Gaga și Madonna. Albumul Bionic avea să fie numit „eșec comercial” de către presa din SUA, deși în săptămâna lansării a intrat pe poziția a treia în clasamentul Billboard 200 cu peste 110,000 de exemplare vândute. Pentru a promova materialul, Aguilera extrage pe single piesa ritmată „Woohoo” (o colaborare cu Nicki Minaj) și balada „You Lost Me”, însă niciuna dintre compoziții nu se bucură de succesul scontat. De asemenea, albumul nu a beneficiat de o campanie de promovare solidă, iar un eventual turneu a fost anulat din cauza „unui program de repetiții inadecvat”.

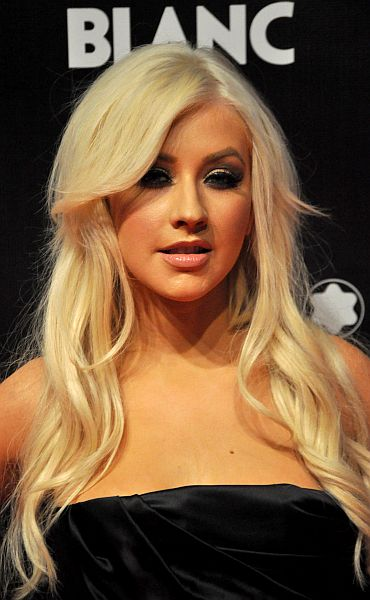
Christina Aguilera în septembrie 2010

În octombrie 2010, după un mariaj de cinci ani, Christina Aguilera și Jordan Bratman au depus actele pentru divorț, motivele invocate fiind „diferențele ireconciliabile”; divorțul avea să se încheie în aprilie 2011, în urma acestuia interpreta declarând — „Deși Jordan și cu mine ne-am despărțit, angajamentul față de fiul nostru, Max, este la fel de puternic ca întotdeauna”. La finele anului 2010 are loc debutul actoricesc al Christinei Aguilera, care o întruchipează pe cântăreața de cabaret Ali Rose în pelicula Burlesque: Vis împlinit. De asemenea, Aguilera și Cher, care i-a fost colegă de platou, au înregistrat împreună coloana sonoră a peliculei; discul a primit recenzii favorabile, iar interpretarea piesei „Bound to You” i-a adus Xtinei o nominalizare la premiile Globul de Aur, categoria „Cea mai bună melodie originală”. Deși reacțiile criticilor au fost mixte, filmul Burlesque a fost un succes comercial strângând peste 90 milioane $ la box-office.
La data de 6 februarie 2011 Aguilera a cântat „The Star-Spangled Banner” (imnul oficial al SUA) în deschiderea celei de-a patruzeci și cincea ediție de Super Bowl. Interpreta a stârnit controverse după ce a uitat unul dintre versuri, pe care l-a înlocuit cu un altul pe care tocmai îl cântase. Xtina avea să-și ceară scuze în mod public printr-un comunicat de presă — „Tot ce pot să fac acum este doar să sper că toată lumea a simțit dragostea pe care o port țării mele, iar spiritul cu care ne-a însuflețit imnul nostru național să nu fi fost alterat”. În aceeași lună Aguilera și alte patru cântărețe (printre care se numărau Jennifer Hudson și Florence Welch) i-au adus un tribut îndelung apreciat Arethei Franklin, în cadrul premiilor Grammy. Începând cu primăvara anului 2011 interpreta a devenit mentor în cadrul emisiunii-concurs The Voice; fiind transmisă de către televiziunea americană NBC, competiția s-a bucurat de succes, iar primul său sezon s-a încheiat iunie. În finala emisiunii Aguilera interpretează alături de Adam Levine cântecul „Moves Like Jagger”; fiind un duet cu formația Maroon 5, piesa avea să devină un hit internațional și este totodată cel de-al cincilea single semnat Aguilera care câștigă prima poziție în prestigiosul clasament Billboard Hot 100. Compoziția a primit o nominalizare la premiile Grammy la categoria „Cea mai bună colaborare pop”, iar materialul Burlesque a intrat în cursa pentru trofeul „Cea mai bună coloană sonoră”.

### Era «Lotus» (2012 — 2017)

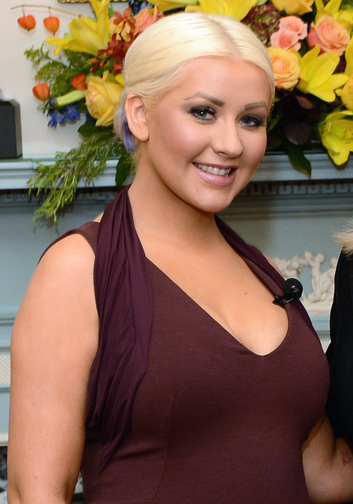
Christina Aguilera primind premiul George McGovern în 2012.

Christina Aguilera și-a continuat colaborarea cu emisiunea-concurs The Voice pe parcursul stagiunii 2011-12, însă în luna septembrie a declarat că nu își dorește prelungirea contractului odată cu încheierea sezonului trei al competiției. De asemenea, ea a anunțat lansarea celui de-al șaptelea album de studio al său, numit Lotus, pe 13 noiembrie 2012. Aguilera a mărturisit că nu a ales un stil muzical care să domine discul, ci a vrut mai degrabă să înregistreze un album de care să fie mulțumită. Ea i-a dat acest nume pentru că „reprezintă o floare incasabilă, care supraviețuiește în cele mai grele condiții și încă prosperă”, făcând aluzie la insuccesul albumului Bionic. Printre producătorii ce au lucrat la crearea discului s-au numărat Alex da Kid, Max Martin, Lucas Secon sau Steve Robson, care i-au oferit Aguilerei linii melodice predominant electropop. Materialul a primit recenzii mixte din partea criticilor de specialitate; editorii The Boston Globe l-au numit „o încercare bună de a readuce în prim plan talentul Aguilerei”, însă au observat că „unele piese sună extrem de repetitiv”, în timp ce revista Q îl descria folosind cuvântul „generic” și concluziona spunând că „nimic nu iese cu adevărat în evidență”. Albumul Lotus a debutat pe locul șapte în clasamentele Billboard 200 cu vânzări de numai 73.000 de exemplare, fiind cele mai slab debut de eră din cariera interpretei, iar pe plan internațional a avut clasări modeste. Pentru a promova albumul în avans, Aguilera a lansat pe 14 septembrie discul single „Your Body”, produs de Max Martin și Shellback, cântec ce a ocupat locul 34 în ierarhia Billboard Hot 100 și a fost un hit moderat pe plan global. Un al doilea disc single, un duet cu interpretul de muzică country Blake Shelton numit „Just a Fool”, a fost lansat la finele anului 2012, însă nu s-a bucurat de succes comercial; totuși, piesa a primit discul de aur în SUA pentru vânzări de peste 500.000 de exemplare.

În cadrul premiilor ALMA Awards 2012, Aguilera a primit un premiu special din partea juriului - „Vocea unei generații” - pentru cariera sa și pentru implicarea sa în activități caritabile. În 2012 interpreta a înregistrat pentru prima oară în ultima decadă o piesă în limba spaniolă, numită „Casa de Mi Padre”, care a fost inclusă pe coloana sonoră a filmului omonim. De asemenea, Aguilera a colaborat cu Cee Lo Green pentru o reinterpretare a piesei de Crăciun „Baby, It's Cold Outside”, dar și cu rapperul Pitbull pe piesa „Feel This Moment”, care a devenit un veritabil hit global în vara anului 2013. 

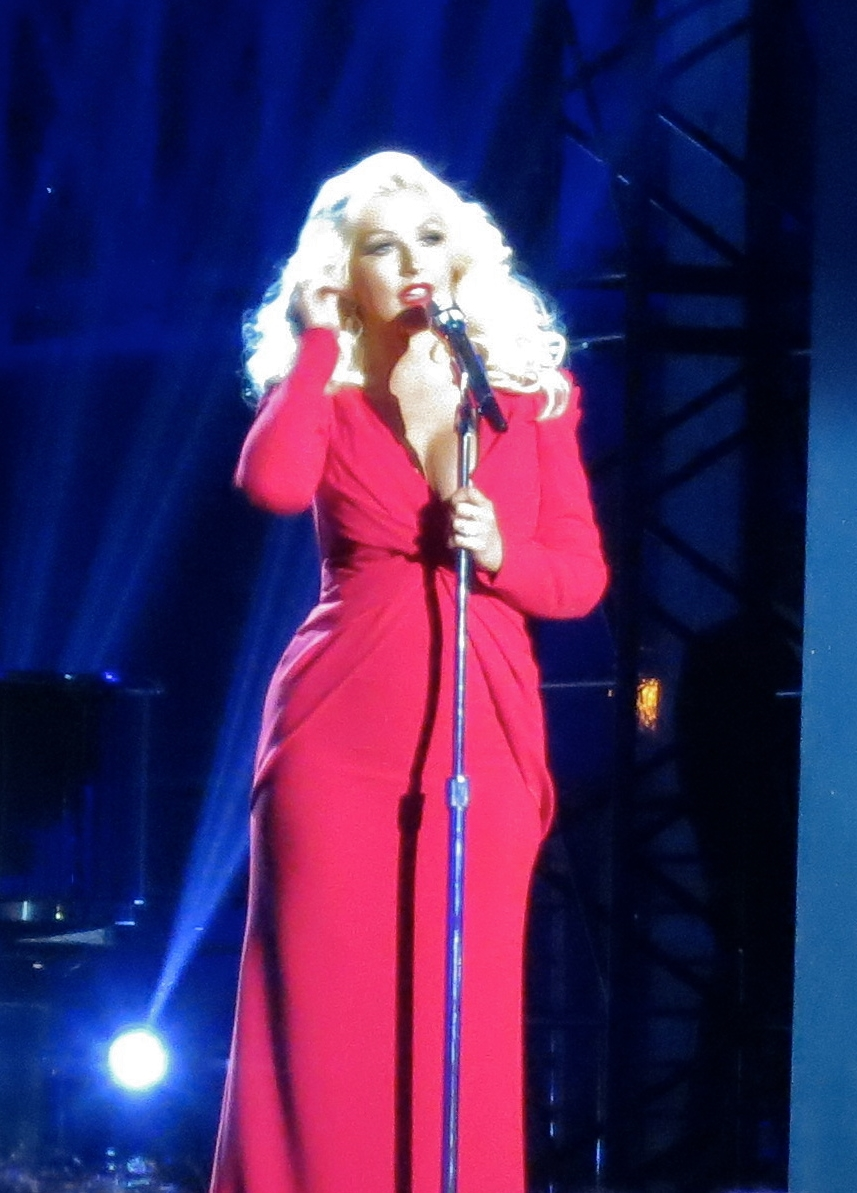
Christina Aguilera în 2014

Ulterior interpreta a intrat în studiourile de înregistrări alături de cântărețul mexican Alejandro Fernández, alături de care a imprimat melodia „Hoy Tengo Ganas de Ti”, inclusă pe coloana sonoră a telenovelei La tempestad; cântecul s-a bucurat de succes comercial în țările latino. Pentru a promova albumul Lotus și celelalte proiecte în care a fost implicată, Aguilera a renunțat la postul de jurat din cadrul emisiunii The Voice după sezonul trei, fiind înlocuită de Shakira, însă a revenit odată cu începerea sezonului cinci. În toamna anului 2013 cântăreața a înregistrat piesa „We Remain”, care a fost inclusă pe coloana sonoră a peliculei Jocurile foamei: Sfidarea. La începutul lunii noiembrie Aguilera cântă în duet cu formația de muzică indie-pop A Great Big World balada „Say Something” pe platourile emisiunii The Voice. Ulterior melodia a primit recenzii extrem de favorabile din partea criticilor de specialitate, care lăudau compoziția și interpretarea Christinei, iar cântecul a urcat pe prima poziție a clasamentelor iTunes din SUA. În anul 2013, aceasta a avut o colaborare cu Lady Gaga la The Voice, unde au cântat hitul „Do What U Want”, extras de pe albumul Artpop de Lady Gaga.
Christina Aguilera s-a logodit cu Matt Rutler în februarie 2014. Cuplul are o fiică, născută în august 2014. În aprilie 2014, Aguilera a anunțat că lucrează la cel de-al optulea album de studio. Pentru sezoanele cu numerele șase și șapte ale The Voice, Aguilera a fost înlocuită de Shakira, respectiv Gwen Stefani. Ea a revenit ca antrenor pentru sezonul al optulea. În ianuarie 2015, Aguilera a confirmat pentru canalul de televiziune Extra că lucrează alături de colegul de la The Voice, Pharrell Williams, la noul album, declarând că: „Trebuie să mă asigur că totul este în regulă, că este autentic și însuflețit, eu însumi fiind extrem de nerăbdătoare să pun suflet în întregul proces de înregistrare. Am strâns și am scris toate aceste idei uimitoare care mi-au venit prin minte pentru diferite melodii, inspirate din cum mă simțeam anul trecut, așa că abia aștept să le cânt și să le pun cap la cap.” La Premiile Grammy 2015 din februarie, Aguilera a câștigat Premiul Grammy pentru cea mai bună interpretare pop a unui duo/grup pentru „Say Something” cu A Great Big World. În aprilie 2015, Aguilera a jucat rolul cântăreței Jade St. John din cel de-al treilea sezon al dramei muzicale Nashville difuzată de ABC. În martie 2016, Aguilera și Rutler au devenit producătorii executivi ai emisiunii muzicale Tracks, care s-a difuzat pe Spike TV. Aguilera a înregistrat cântecul „Change” în memoria victimelor atentatului din Orlando și a lui Christina Grimmie, care a fost împușcată mortal în Orlando cu o zi înainte de atentat. Veniturile au fost donate Fondului Național al Compasiunii prin care au fost ajutate familiile victimelor. În august 2016 a înregistrat un cântec disco intitulat „Telepathy” în colaborare cu Nile Rodgers pentru coloana sonoră a serialului The Get Down difuzat de Netflix, a contribuit ca actriță de dublaj la The Emoji Movie, și a jucat în filmul Zoe lansat în aprilie 2017.

### «Liberation» (2018 — prezent)
Christina Aguilera și-a lansat cel de-al optulea album de studio, intitulat Liberation pe 15 iunie 2018. Principalul single extras de pe album, „Accelerate”, a fost lansat pe 3 mai, în timp ce al doilea single, „Fall In Line”, în colaborare cu Demi Lovato, a fost lansat pe 20 mai, la o zi după ce cele două l-au interpretat live la Premiile Muzicale Billboard 2018. În septembrie 2018 va porni într-un nou turneu, numit tot Liberation, cu primul concert având loc la Hollywood, Florida pe 25 septembrie 2018, acesta fiind primul turneu pe care îl va susține după mai bine de un deceniu.
Între 31 mai 2019 și 5 octombrie 2019, Aguilera susține turneul The Xperience, compus din 16 reprezentații. Este produs de Live Nation Entertainment.

## Simțul artistic

### Calitățile vocale și interpretative
Vocea Christinei Aguilera a fost îndelung discutată de către presă și critica de specialitate, încă de la debutul său din anul 1999. Interpreta a fost inclusă în categoria sopranelor spinto și este recunoscută pentru ambitusul său ce însumează patru octave (Do1-Do#5). Glasul Aguilerei este adesea aclamat pentru timbrul său pătrunzător, iar artista deține abilitatea de a atinge note muzicale înalte prin intermediul vocii sale de piept și a unui falset „grațios, pur și luminos”; mai mult, interpreta poate cânta în registrul flajeolet, cel mai înalt registru al vocii umane, alte reprezentante ale muzicii contemporane cu această abilitate fiind Mariah Carey și JoJo. Calitățile vocale ale Xtinei au fost apreciate și de către presă, revista COVE numind-o „Cea mai bună voce din muzica pop”; de asemenea, Aguilera a ocupat locul cinci în clasamentul „Celor mai bune voci din industrie” întocmit de MTV/Blender, surclasând interpreți cu experiență precum Alanis Morissette sau Kurt Cobain. La începutul anului 2007 Aguilera i-a adus un omagiu cântărețului de muzică soul James Brown în cadrul galei premiilor Grammy, această apariție fiind intens aplaudată de către critici. Recitalul său a fost inclus pe locul trei în ierarhia celor mai bune momente din istoria distincțiilor Grammy, iar Céline Dion avea să spună în urma vizionării momentului că „Aguilera are probabil cea mai bună voce din lume”. Calitățile vocale ale Christinei Aguilera i-au determinat pe editorii revistei americane Rolling Stone s-o introducă în lista celor mai buni 100 de cântăreți din istorie”, ea fiind cea mai tânără persoană inclusă în prestigioasa ierarhie.

Deși Aguilera a fost numită în repetate rânduri „vocea generației sale”, tehnica sa interpretativă a fost adesea criticată; cântăreața are tendința de a exagera în ceea ce privește folosirea ornamentelor muzicale, cotidianul american The New York Times spunând că Aguilera, alături de Jennifer Hudson și Beyoncé, și-au construit carierele în jurul melismelor. 

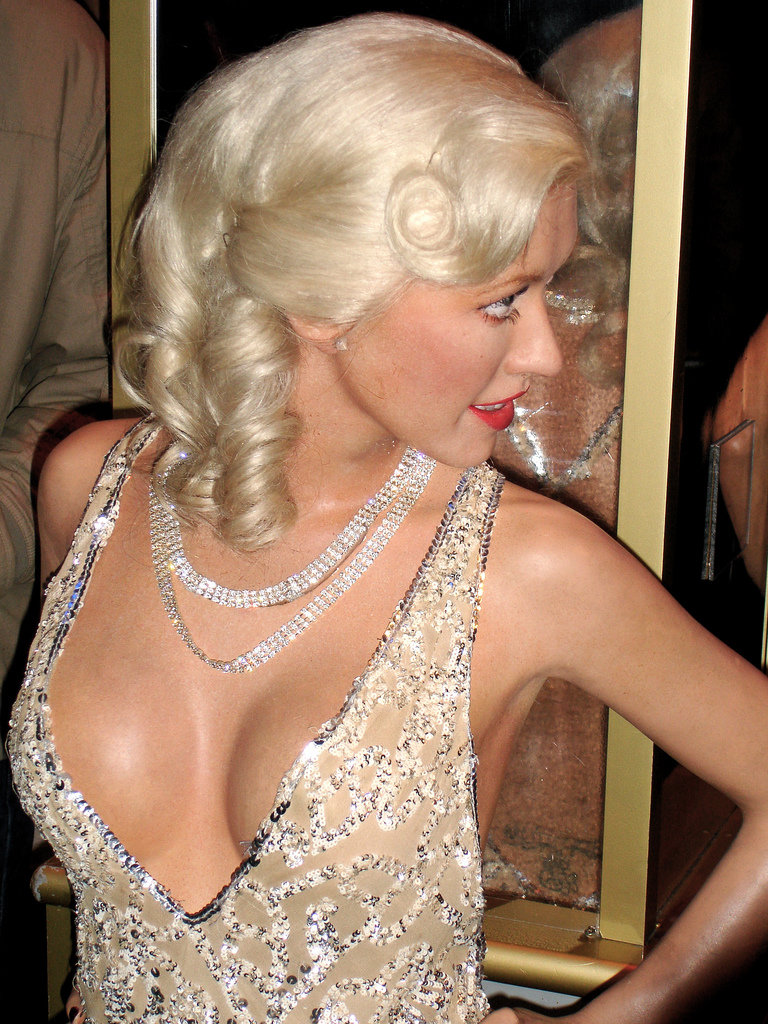
Statuia de ceară a lui Christina Aguilera de la muzeul Madame Tussauds din Londra

Mai mult, Xtina a fost acuzată de critici că își forțează vocea pentru a atinge note înalte, de cele mai multe ori respectivele pasaje nefiind melodioase. Din cauza tehnicii inadecvate, Aguilera a avut o hemoragie la nivel laringian și a fost nevoită să anuleze un întreg segment din turneul Stripped World Tour. De asemenea, la începutul anului 2011 criticii erau de părere că vocea Aguilerei „nu mai este la fel de flexibilă precum era în tinerețe”. Concluzionând o analiză făcută asupra profilului său vocal, editorii site-ului BarkBite spuneau că Aguilera are abilitatea de a cânta note impresionante, însă își exprimau dezacordul față de agresivitatea cu care aceasta „atacă” compozițiile.

### Stilul muzical și influențe
Christina Aguilera a susținut în repetate rânduri că piesele sale preiau influențe din muzica soul și blues, cântărețele sale preferate fiind Billie Holiday, Ella Fitzgerald, Whitney Houston și Nina Simone. În general, compozițiile sale abordează teme precum solitudinea, eșecul amoros sau rolul femeii în societate, iar cele mai întâlnite motive sunt durerea, distracția și senzualitatea. De asemenea, interpreta a folosit ca sursă de inspirație propria copilărie pentru a scrie cântecele „I'm OK” și „Oh Mother”; Xtina a declarat că se simte responsabilă să își dezvăluie cele mai vulnerabile sentimente pentru a-i face pe ascultători să se regăsească în versurile pieselor sale. Din punct de vedere stilistic Aguilera este cunoscută pentru versatilitatea de care a dat dovadă — în timp ce debutul său a fost unul predominant teen pop, următoarele sale albume au variat de la RnB/pop-rock (Stripped) sau soul-jazz (Back to Basics) până la muzică dance (Bionic). Majoritatea pieselor pe care Christina Aguilera le cântă sunt definite de vocea sa puternică, însă există și excepții. Producătoarea americană Linda Perry a mărturisit, într-un interviu acordat publicației Entertainment Weekly, că a fost nevoită să o convingă pe Aguilera să renunțe la melisme pe parcursul înregistrării baladei „Beautiful” — „Am încercat să fac lucrurile cât mai simplu. I-am spus să renunțe la ornamente și de fiecare dată când începea să exagereze opream banda. A acceptat cu greu ca aceea să fie versiunea finală. Nu este perfectă din punct de vedere vocal - este foarte brută. [Aguilera] își cunoaște foarte bine vocea și aude lucruri pe care nimeni altcineva nu le-ar putea sesiza”.

## Proiecte adiționale

### Filantropie și acțiuni de caritate

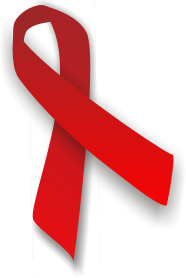
Christina Aguilera a sponsorizat în repetate rânduri diverse organizații care luptă împotriva HIV/SIDA.

Pe parcursul carierei sale Christina Aguilera s-a implicat intens în sponsorizarea și susținerea a diverse organizații caritabile care luptă împotriva SIDA, cancerului și pentru drepturile femeilor, animalelor, copiilor și homosexualilor. La începutul anilor 2000 artista a semnat o scrisoare creată de PETA care avea ca scop oprirea consumului de carne canină în alimentația locuitorilor din Coreea de Sud. De asemenea, Xtina și-a exprimat în repetate rânduri dezacordul față de hainele făcute din blană naturală și este adepta veșmintelor făcute din materiale sintetice. În ceea ce privește drepturile femeii, Aguilera este unul dintre principalii sponsori ai unui adăpost din Pittsburgh; cântăreața vizitează centrul și se implică adesea în acțiuni de voluntariat. Mai mult, interpreta sponsorizează un centru similar din Regatul Unit, iar pe parcursul anului 2007 s-a implicat în campania organizată de televiziunea Lifetime numită „Opriți violența împotriva femeii”.
Christina Aguilera este apreciată de un număr mare de reprezentanți ai comunității LGBT și este considerată a fi o „icoană gay”. Xtina a atras simpatia homosexualilor odată cu lansarea piesei „Beautiful” și videoclipului filmat pentru aceasta, care înfățișează, printre altele, povestea unui cuplu gay și a unui transexual. Mai mult, cântecul avea să fie numit „imnul gay al deceniului” în urma unui sondaj realizat de organizația Stonewall. Compoziția „Beautiful” a fost inclusă în 2005 și pe compilația Love Rocks, iar profiturile obținute în urma comercializării sale au fost donate organizației Human Rights Campaign, care luptă pentru drepturile persoanelor LGBT. De asemenea, pe parcursul anului 2008 Aguilera și-a exprimat în mod public dezacordul față de Propoziția 8 prin care se urmărea interzicerea căsătoriilor între persoanele de același sex în statul California. Ca răsplată pentru susținerea homosexualilor, Christina Aguilera a devenit în 2011 prima personalitate care a primit o stea „Hollywood Gay Walk of Fame”.
Christina Aguilera s-a implicat adesea în proiecte care au ca scop strângerea de fonduri pentru persoanele infectate cu HIV; la finele anului 2001 artista a participat, alături de cântărețe precum Britney Spears sau Nelly Furtado, la reînregistrarea piesei „What's Going On”. Profiturile obținute în urma comercializării sale au fost donate unor organizații care luptă împotriva SIDA. În 2004 Aguilera a devenit imaginea companiei americane de produse cosmetice M·A·C și totodată purtătorul de cuvânt al fondului „M·A·C AIDS”; pentru a promova această campanie, interpreta a avut o apariție în revista Vanity Fair. De asemenea, Xtina a pozat pentru o campanie organizată de YouthAIDS și Aldo Shoes care a avut ca scop informarea publicului cu privire la SIDA. În anul 2005 interpreta a pozat nud pentru cartea „4 Inches” lansată de Elton John, iar o parte din banii obținuți în urma vânzărilor au fost donați unei organizații care sprijină femeile africane infectate cu HIV.
În noiembrie 2005 Christina Aguilera și Jordan Bratman au donat toate cadourile primite la nunta lor pentru strângerea de fonduri în vederea ajutorării victimelor făcute de uraganul Katrina. Pe parcursul aceluiași an interpreta a participat la două concerte caritabile susținute în Africa de Sud, fondurile obținute fiind utilizate în tratarea copiilor cu HIV. În martie 2007 Xtina a reînregistrat piesa „Mother” a lui John Lennon, iar preluarea sa a fost inclusă pe o compilație prin care se strângeau bani pentru refugiații din regiunea conflictuală Darfur. Pe parcursul anului 2008 Aguilera a susținut, alături de Seal, un concert caritabil la Londra și a participat la versiunea turcească a emisiunii Da sau Nu; banii câștigați, 180.000 de lire turcești, au fost donați unui program dedicat orfanilor.

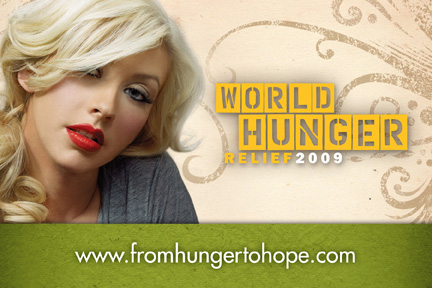
Christina Aguilera pe posterul organizației World Hunger Relief.

Începând cu anul 2009 Christina Aguilera a devenit purtătorul internațional de cuvânt al organizației World Hunger Relief care luptă împotriva foametei. De asemenea, pe parcursul aceluiași an Aguilera și soțul său au vizitat Guatemala pentru a atrage atenția asupra problemei malnutriției din această țară, proiectul fiind demarat de către Programul Alimentar Mondial. În urma activităților promovate sub egida PAM, Christina Aguilera a reușit să strângă suma de 22.5 milioane de dolari americani, bani suficienți pentru a hrăni 90 de milioane de persoane care suferă de foamete. Pe parcursul anului 2009 interpreta a primit un premiu din partea revistei americane Variety pentru acțiunile sale caritabile. În ianuarie 2010, pentru a ajuta victimele cutremurului din Haiti, Xtina a donat un automobil Chrysler 300 și a participat la două teledonuri. Ulterior Aguilera a vizitat Haiti ca și ambasador PAM, le-a oferit hrană sinistraților și a evidențiat importanța eforturilor de reconstrucție.

### Activități antreprenoriale
Încă de la începutul anilor 2000 Christina Aguilera și-a asociat imaginea, în urma semnării unor contract de promovare, cu diverse companii multinaționale precum Coca-Cola (2001), Versace (2003), Mercedes-Benz (2004), Sony Ericsson/Orange (2006) sau Pepsi (2006). În anul 2004 interpreta a lansat în Europa primul său parfum; purtând numele Xpose acesta conține musc, vanilie și ulei de patchouli și s-a bucurat de succes comercial în Europa, aceasta fiind singura regiune în care a fost distribuit. Artista a creat un nou parfum numit Simply Christina (iasomie, chihlimbar și vanilie) în 2007; produsul a fost apreciat în Regatul Unit și în Germania, iar în cadrul premiilor FIFI 2008 a fost numit favoritul publicului. Datorită reacțiilor pozitive, Aguilera lansează în septembrie 2008 primul său parfum internațional, care este însoțit și de o serie de produse pentru corp; numit Inspire acesta conține ca note de bază floarea de portocală, santalul și moscul. Începând cu octombrie 2009 începe comercializarea celui de-al patrulea parfum semnat Aguilera, By Night (chihlimbar și vanilie); acesta a fost urmat de Royal Desire (coacăze negre, citrice și trandafiri) în 2010, produs ce a primit un premiu Glammy acordat de revista germană Glamour. De asemenea, Simply Christina și By Night au fost nominalizate la premiile FIFI 2011, categoria „Parfumul anului”.

## Discografie
| Albume de studio - Christina Aguilera (1999) - Mi Reflejo (2000) - My Kind of Christmas (2000) - Stripped (2002) - Back to Basics (2006) - Bionic (2010) - Lotus (2012) - Liberation (2018) | Albume în concert - Genie Gets Her Wish (2000) - My Reflection (2001) - Stripped Live in the U.K. (2004) - Back to Basics: Live and Down Under (2008) | Alte albume - Just Be Free (2001) - Keeps Gettin' Better: A Decade of Hits (2008) - Burlesque (2010) |

## Premii Grammy
Premiile Grammy sunt prezentate anual de către „Academia Națională a Artelor și Științelor de Înregistrări” din S.U.A.. Christina Aguilera a câștigat patru premii dintre cele cincisprezece nominalizări primite.
| Anul | Titlul înregistrării premiate                 | Distincția                                      | Rezultatul   |
| ---- | --------------------------------------------- | ----------------------------------------------- | ------------ |
| 2000 | —                                             | „Debutul anului”                                | Câștigat     |
| 2000 | „Genie in a Bottle”                           | „Cea mai bună cântăreață pop”                   | Nominalizare |
| 2001 | „What a Girl Wants”                           | „Cea mai bună cântăreață pop”                   | Nominalizare |
| 2001 | Mi Reflejo                                    | „Cel mai bun album latino”                      | Nominalizare |
| 2002 | „Nobody Wants to Be Lonely” (cu Ricky Martin) | „Cea mai bună colaborare pop”                   | Nominalizare |
| 2002 | „Lady Marmalade” (cu Lil' Kim, P!nk, Mýa)     | „Cea mai bună colaborare pop”                   | Câștigat     |
| 2003 | „Dirrty” (cu Redman)                          | „Cea mai bună colaborare pop”                   | Nominalizare |
| 2004 | „Can't Hold Us Down” (cu Lil' Kim)            | „Cea mai bună colaborare pop”                   | Nominalizare |
| 2004 | Stripped                                      | „Cel mai bun album pop”                         | Nominalizare |
| 2004 | „Beautiful”                                   | „Cel mai bun cântec pop”                        | Câștigat     |
| 2006 | „A Song for You” (cu Herbie Hancock)          | „Cea mai bună colaborare pop”                   | Nominalizare |
| 2007 | „Ain't No Other Man”                          | „Cel mai bun cântec pop”                        | Câștigat     |
| 2007 | Back to Basics                                | „Cel mai bun album pop”                         | Nominalizare |
| 2008 | „Candyman”                                    | „Cel mai bun cântec pop”                        | Nominalizare |
| 2008 | „Steppin' Out”                                | „Cea mai bună colaborare pop” (cu Tony Bennett) | Nominalizare |
| 2012 | „Moves Like Jagger” (cu Maroon 5)             | „Cea mai bună colaborare pop”                   | Nominalizare |
| 2012 | „Burlesque”                                   | „Cea mai bună coloană sonoră”                   | Nominalizare |
| 2015 | „Say Something”                               | „Cel mai bun duo pop”                           | Câștigat     |